# Pic laboureur
Geocolaptes olivaceus
Genre
Espèce
Statut de conservation UICN

 NT  : Quasi menacé
Le Pic laboureur (Geocolaptes olivaceus) est une espèce d'oiseau de la famille des Picidae, la seule représentante du genre Geocolaptes.
Son aire s'étend à travers le Lesotho et l'Afrique du Sud.